# سيلفيا بوغاكا
سيلفيا كاتارزينا بوغاكا (بالبولندية: Sylwia Katarzyna Bogacka) هي رامية بندقية بولندية ولدت في يوم 3 أكتوبر 1981 في مدينة جيلينيا جورا في سيليزيا. أبرز انجازاتها هو فوزها بالميدالية الفضية في دورة الألعاب الأولمبية الصيفية 2012 في لندن من مسافة 10 متر.